# Renzo Riet Mayer
Renzo Riet Mayer (* 1995) ist ein Schweizer Unihockeyspieler, der beim Nationalliga-A-Verein Chur Unihockey unter Vertrag steht.

## Karriere
Mayer debütierte 2012 in der Nationalliga A für Chur Unihockey. Nach sechs Jahren und über 100 Partien in der höchsten Spielklasse wechselte er zu den Unihockey Tigers. Nach zwei Jahren verliess er die Tigers wieder in Richtung Chur und schloss sich seinem Ausbildungsverein Chur Unihockey an.